# Rossiglione
Rossiglione – miejscowość i gmina we Włoszech, w regionie Liguria, w prowincji Genua.
Według danych na rok 2004 gminę zamieszkiwały 3063 osoby, 65,2 os./km².